# Chueca (Madri)

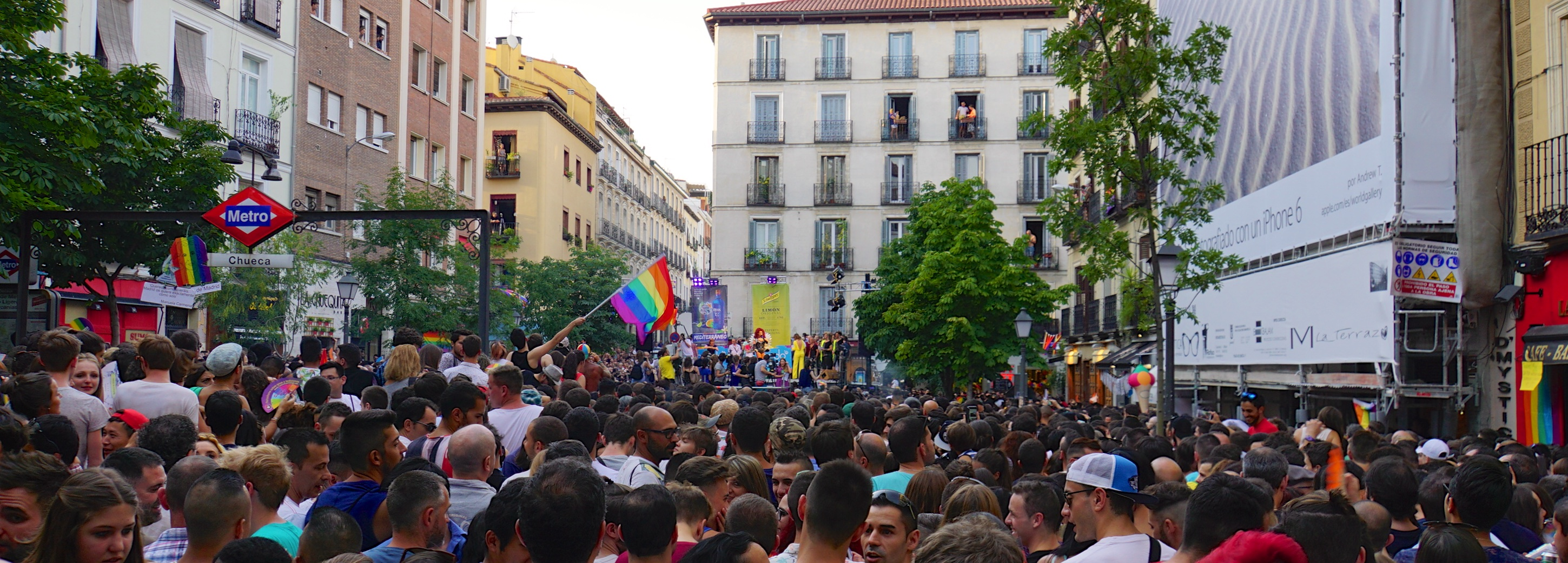
Festa do Orgulho Gay de 2015, na praça de Chueca

Chueca é uma região do bairro Justicia, em Madrid, em Espanha. O seu nome é uma referência à praça e à estação de metro homónimas localizadas na região, e que, por sua vez, homenageiam o compositor Federico Chueca. É limitada ao norte pela região de Barceló; ao sul pela Gran Vía; a leste pela rua do Barquillo; e a oeste pelas ruas de Hortaleza e Fuencarral. No final do século XX, converteu-se no bairro da comunidade homossexual de Madrid. Na região, também se localizam as praças do Rei e de Pedro Zerolo. Uma das maiores festas da região é a celebração do Orgulho Gay, no início do verão.

## História
Na década de 1970, a região sofreu uma grande decadência devido ao tráfico de drogas. Isso favoreceu a venda das lojas e sua transformação em bares gays. Na década de 1980, surgiram os primeiros locais voltados à comunidade LGBT na região (Café Figueroa, Black & White, Sachas e a livraria Berkana). Progressivamente, a região foi abandonando sua aura marginal e se tornando mais cosmopolita, aberta e com reconhecimento internacional, sem contudo abandonar seu ar tipicamente madrilenho. 

## Chueca nas artes

### Na literatura
Vários livros são ambientados em Chueca, especialmente aqueles que retratam o ambiente homossexual de Madri. Como exemplos, podem ser citados:
- El gladiador de Chueca (1992), de Carlos Sanrune
- Las distancias cortas (2008), de Íñigo Sota Heras[4]
- La loca aventura de vivir (2009), de Leopoldo Alas Mínguez

### Nas histórias em quadrinhos, ilustração e pintura
A região costuma sediar várias exposições de arte gay, como o Festival Visible (com obras de  Roberto González Fernández e David Trullo) e a "de Bares hacia la exposición", do artista Daniel Garbade em 2011. O álbum ilustrado Chueca (2014), de Miguel Navia, retrata, em branco e preto, paisagens cotidianas da região. O álbum tem um prólogo em que o escritor Óscar Esquivias conta sua visão pessoal da região.

### No cinema
Vários filmes de temática LGBT foram ambientados em Chueca:
- Los novios búlgaros (2003), adaptação da novela homônima de Eduardo Mendicutti;[6]
- Cachorro (2004)[7] e Chuecatown (2007),[8] centrados na subcultura gay dos ursos;
- Fuera de Carta (2008).

Também foram rodados, em Chueca, filmes que não falam sobre a temática LGBT, como:
- Nada en la nevera (1998)
- Truman (2015)